# Mamute-lanoso
O mamute-lanoso ou mamute-lanudo (Mammuthus primigenius) foi a última espécie de mamute que se adaptou às regiões mais a norte do planeta. Em relação a outras espécies do gênero Mammuthus eles são animais de tamanho modesto com um porte aproximado ao elefante-africano atual. Os hábitos e aparência desta espécie estão entre os mais detalhados entre as espécies pré-históricas, por conta das descobertas de carcaças congeladas na Sibéria e Alasca. assim como esqueletos, dentes, conteúdo estomacal, estrume e pinturas rupestres.
O mamute-lanoso conviveu com os humanos, que os caçaram para conseguir comida, além de usarem seus ossos e presas para fazerem ferramentas, habitações e artes (pingentes). Os mamutes-lanosos começaram a desaparecer por volta do ano 10.000 a.C, uma população isolada sobreviveu até o ano 5.600 a.C na ilha de São Paulo e na ilha de Wrangel eles morreram por volta de 2000 a.C.

## Descrição
A aparência do mamute lanoso é provavelmente a mais conhecida de qualquer animal pré-histórico, devido aos muitos espécimes congelados com tecido mole e representações preservado por humanos contemporâneos em sua arte. Eram animais adaptados as baixas temperaturas da era glacial com um grosso manto de pelos, além de uma camada de cerca de 8 cm de gordura que ajudavam o animal a isolar seu corpo do frio do ambiente, outro recurso fisiológico da espécie era apresentar glândulas sebáceas (ausentes nos elefantes atuais). Outra característica comum da espécie era possuir presas enormes (até 5 metros de comprimento) foi aventado pelos cientistas que esta era uma adaptação ligada as suas necessidades alimentares onde o animal usaria as longas presas para afastar a neve à procura de brotos de plantas. Viviam em grupos.

### Dieta
Plantas, em diferentes estágios de digestão, foram encontradas no intestino de diversos mamutes-lanosos, proporcionando um melhor entendimento dos hábitos alimentares desses animais. A dieta do mamute-lanoso se baseava em gramíneas, juncos, ervas, plantas floridas, musgo, e casca de árvore. A dieta variava de acordo com o local. Um adulto de seis toneladas comia cerca de 180 kg por dia.
Cientistas encontraram estrume no intestino de uma mamute chamada "Lyuba". O estrume ajudava no desenvolvimento de micróbios intestinais, necessários para a digestão da vegetação, assim como nos atuais elefantes.

## Distribuição e habitat
O habitat do mamute-lanoso é conhecido como "estepe do mamute" ou "estepe da tundra". Este ambiente se estendeu pelo norte da Ásia, muitas partes da Europa e a parte norte da América do Norte durante a última idade do gelo. Era semelhante às estepes gramíneas da Rússia moderna, mas a flora era mais diversa, abundante e crescia mais rápido. Gramíneas, junças, arbustos e plantas herbáceas estavam presentes, e árvores espalhadas foram encontradas principalmente nas regiões do sul. Este habitat não era dominado por gelo e neve, como se acredita popularmente, uma vez que se pensa que essas regiões eram áreas de alta pressão na época. O habitat do mamute-lanoso abrigava outros herbívoros pastando, como o rinoceronte-lanoso, cavalos selvagens e bisões. As regiões de Altai-Sayan são os biomas modernos mais semelhantes à "estepe de mamute". Um estudo de 2014 concluiu que os forbs (um grupo de plantas herbáceas) eram mais importantes na estepe-tundra do que se reconhecia anteriormente e que era uma fonte primária de alimento para a megafauna da era do gelo.
O espécime de mamute lanoso mais meridional conhecido é da província de Shandong, na China, e tem 33.000 anos de idade. Os vestígios europeus mais meridionais são da Depressão de Granada, na Espanha, e têm aproximadamente a mesma idade. Estudos de DNA ajudaram a determinar a filogeografia do mamute lanoso. Um estudo de DNA de 2008 mostrou dois grupos distintos de mamutes: um que foi extinto há 45.000 anos e outro que foi extinto há 12.000 anos. Um estudo, publicado em outubro na revista Nature, sugeriu que alguns mamutes sobreviveram em ilhas isoladas, longe do contato humano, até 4.000 anos atrás. Outro estudo é o primeiro a determinar que pequenas populações de mamutes coexistiram com humanos no continente da América do Norte até o Holoceno, há apenas 5.000 anos. Os mamutes podem ter persistido no que hoje é o Yukon, no Canadá, até cerca de 5.000 anos atrás.

## Evolução

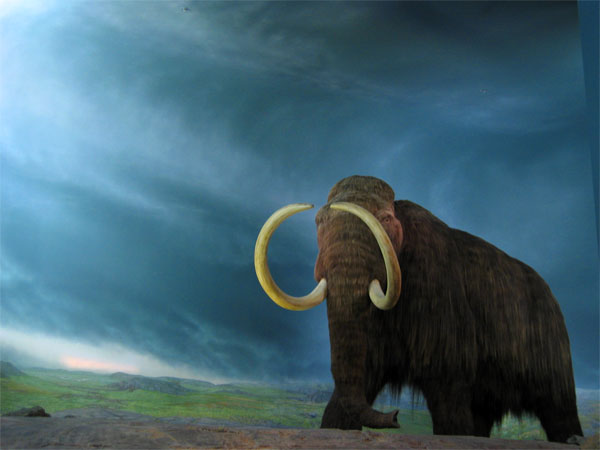
Representação artística de um mamute-lanoso.

Em 2005, pesquisadores conseguiram reconstruir o Genoma mitocondrial do mamute-lanoso, permitindo traçar uma melhor relação evolutiva entre os mamutes e os elefantes-asiáticos (Elephas maximus). O Elefante-africano (Loxodonta africana) separou-se deste Clado por volta de 6 milhões de anos atrás.
A análise do genoma do mamute lanoso, em 2015, revelou grandes mudanças genéticas que permitiram que os mamutes se adaptarem à vida no ártico. Os genes de mamute que diferem dos seus homólogos em elefantes desempenharam papéis no desenvolvimento da pele e pelo, metabolismo da gordura, sinalização da insulina e muitas outras características. Genes ligados a traços físicos, como forma do crânio, pequenas orelhas e caudas curtas também foram identificados. Como um teste de função, um gene envolvido na sensação mamute temperatura foi ressuscitado no laboratório

## Exploração
Em 2013, uma expedição às Ilhas Lyakhovsky, na costa da Sibéria, encontrou uma carcaça de mamute-lanoso, contendo sangue em estado líquido. Amostras do sangue foram coletadas, alimentando esperanças de clonar o animal.

## Deextinção
George Church lidera o esforço para trazer espécies extintas extraindo DNA de mamutes e combinando-o com o DNA de um elefante asiático